# Lijst van nummer 1-hits in Frankrijk in 1990
Deze hits stonden in 1990 op nummer 1 in de SNEP Single Top 50, de bekendste hitlijst in Frankrijk.
| Datum        | Artiest                         | Titel                    |
| ------------ | ------------------------------- | ------------------------ |
| 6 januari    | Roch Voisine                    | Hélène                   |
| 13 januari   | Roch Voisine                    | Hélène                   |
| 20 januari   | Roch Voisine                    | Hélène                   |
| 27 januari   | François Feldman                | Les valses de Vienne     |
| 3 februari   | François Feldman                | Les valses de Vienne     |
| 10 februari  | François Feldman                | Les valses de Vienne     |
| 17 februari  | François Feldman                | Les valses de Vienne     |
| 24 februari  | Roch Voisine                    | Hélène                   |
| 3 maart      | Roch Voisine                    | Hélène                   |
| 10 maart     | François Feldman                | Les valses de Vienne     |
| 17 maart     | François Feldman                | Les valses de Vienne     |
| 24 maart     | Les Vagabonds                   | Le temps des yéyés       |
| 31 maart     | Les Vagabonds                   | Le temps des yéyés       |
| 7 april      | Les Vagabonds                   | Le temps des yéyés       |
| 14 april     | Les Vagabonds                   | Le temps des yéyés       |
| 21 april     | Les Vagabonds                   | Le temps des yéyés       |
| 28 april     | Les Vagabonds                   | Le temps des yéyés       |
| 5 mei        | Les Vagabonds                   | Le temps des yéyés       |
| 12 mei       | The Christians                  | Words                    |
| 19 mei       | The Christians                  | Words                    |
| 26 mei       | Elton John                      | Sacrifice                |
| 2 juni       | Elton John                      | Sacrifice                |
| 9 juni       | Elton John                      | Sacrifice                |
| 16 juni      | Lagaf'                          | Bo le lavabo (WC kiss)   |
| 23 juni      | Zouk Machine                    | Maldòn                   |
| 30 juni      | Zouk Machine                    | Maldòn                   |
| 7 juli       | Zouk Machine                    | Maldòn                   |
| 14 juli      | Zouk Machine                    | Maldòn                   |
| 21 juli      | Zouk Machine                    | Maldòn                   |
| 28 juli      | Zouk Machine                    | Maldòn                   |
| 4 augustus   | Zouk Machine                    | Maldòn                   |
| 11 augustus  | Charles D. Lewis                | Soca dance               |
| 18 augustus  | Charles D. Lewis                | Soca dance               |
| 25 augustus  | Charles D. Lewis                | Soca dance               |
| 1 september  | Charles D. Lewis                | Soca dance               |
| 8 september  | Charles D. Lewis                | Soca dance               |
| 15 september | Charles D. Lewis                | Soca dance               |
| 22 september | Zouk Machine                    | Maldòn                   |
| 29 september | Zouk Machine                    | Maldòn                   |
| 6 oktober    | Félix Gray & Didier Barbelivien | À toutes les filles...   |
| 13 oktober   | Félix Gray & Didier Barbelivien | À toutes les filles...   |
| 20 oktober   | UB40                            | Kingston town            |
| 27 oktober   | UB40                            | Kingston town            |
| 3 november   | UB40                            | Kingston town            |
| 10 november  | Mecano                          | Une femme avec une femme |
| 17 november  | Mecano                          | Une femme avec une femme |
| 24 november  | Mecano                          | Une femme avec une femme |
| 1 december   | Mecano                          | Une femme avec une femme |
| 8 december   | Mecano                          | Une femme avec une femme |
| 15 december  | Mecano                          | Une femme avec une femme |
| 22 december  | Mecano                          | Une femme avec une femme |
| 29 december  | François Feldman                | Petit Frank              |